# Háromszék (comitaat)
Het comitaat Háromszék [ˈhaːromseːk] (Hongaars: Háromszék vármegye), is een voormalig Hongaars comitaat gelegen in het Szeklerland in Transsylvanië. De hoofdstad was Sepsiszentgyörgy, het tegenwoordige Sfântu Gheorghe.

## Geschiedenis
De naam  Háromszék betekent letterlijk “drie stoelen”. Het comitaat werd opgericht in 1876 door de fusie van drie Szekler-stoelen, Kézdiszék, Orbaiszék en Sepsiszék (die samen voorheen al als  Háromszék werden aangeduid), alsook delen van het comitaat Felső-Fehér (de exclave Szárazpatak, rond het huidige Valea Seacă) en andere aangrenzende gebieden.

## Ligging
Het comitaat Háromszék grensde aan Roemeens Moldavië en aan de Hongaarse comitaten Csík, Udvarhely, Nagy-Küküllő en Brassó Het gebied wordt in het oosten en zuiden begrensd door de Karpaten. Verder stroomt de rivier de Olt door het gebied.

## Deelgebied
| Deelgebied (járások)                           | Deelgebied (járások)                           |
| Deelgebied                                     | Hoofdstad                                      |
| ---------------------------------------------- | ---------------------------------------------- |
| Kézdi                                          | Kézdivásárhely, tegenwoordig Târgu Secuiesc    |
| Miklósvár, tegenwoordig Micloșoara             | Nagyajta, tegenwoordig Aita Mare               |
| Orbai                                          | Kovászna, tegenwoordig Covasna                 |
| Sepsi                                          | Sepsiszentgyörgy, tegenwoordig Sfântu Gheorghe |
| Stadsdistrict (rendezett tanácsú városok)      |                                                |
| Kézdivásárhely, tegenwoordig Târgu Secuiesc    |                                                |
| Sepsiszentgyörgy, tegenwoordig Sfântu Gheorghe |                                                |

Alle plaatsen liggen tegenwoordig in Roemenië.